# Elisa Bonacorsi
Elisa Bonacorsi (Bormio, 25 febbraio 1979) è un'ex sciatrice alpina italiana.

## Biografia
Specialista delle prove veloci originaria di Bormio e attiva dal gennaio del 1995, in Coppa Europa la Bonacorsi esordì il 18 dicembre 1998 a Megève in discesa libera (40ª) e ottenne il miglior piazzamento il 19 gennaio 2000 a Haus nella medesima specialità (9ª); in Coppa del Mondo disputò una sola gara, la discesa libera di Santa Caterina Valfurva del 10 febbraio 2000 (47ª). Prese per l'ultima volta il via in Coppa Europa il 4 febbraio 2000 a Villars-sur-Ollon in supergigante (31ª) e si ritirò all'inizio della stagione 2000-2001; la sua ultima gara fu uno slalom gigante FIS disputato il 2 dicembre a San Vigilio. Non prese parte a rassegne olimpiche o iridate.

## Palmarès

### Coppa Europa
- Miglior piazzamento in classifica generale: 49ª nel 2000

### Campionati italiani
- 1 medaglia:
  - 1 bronzo (discesa libera nel 1999)